# Heddali fatemplom

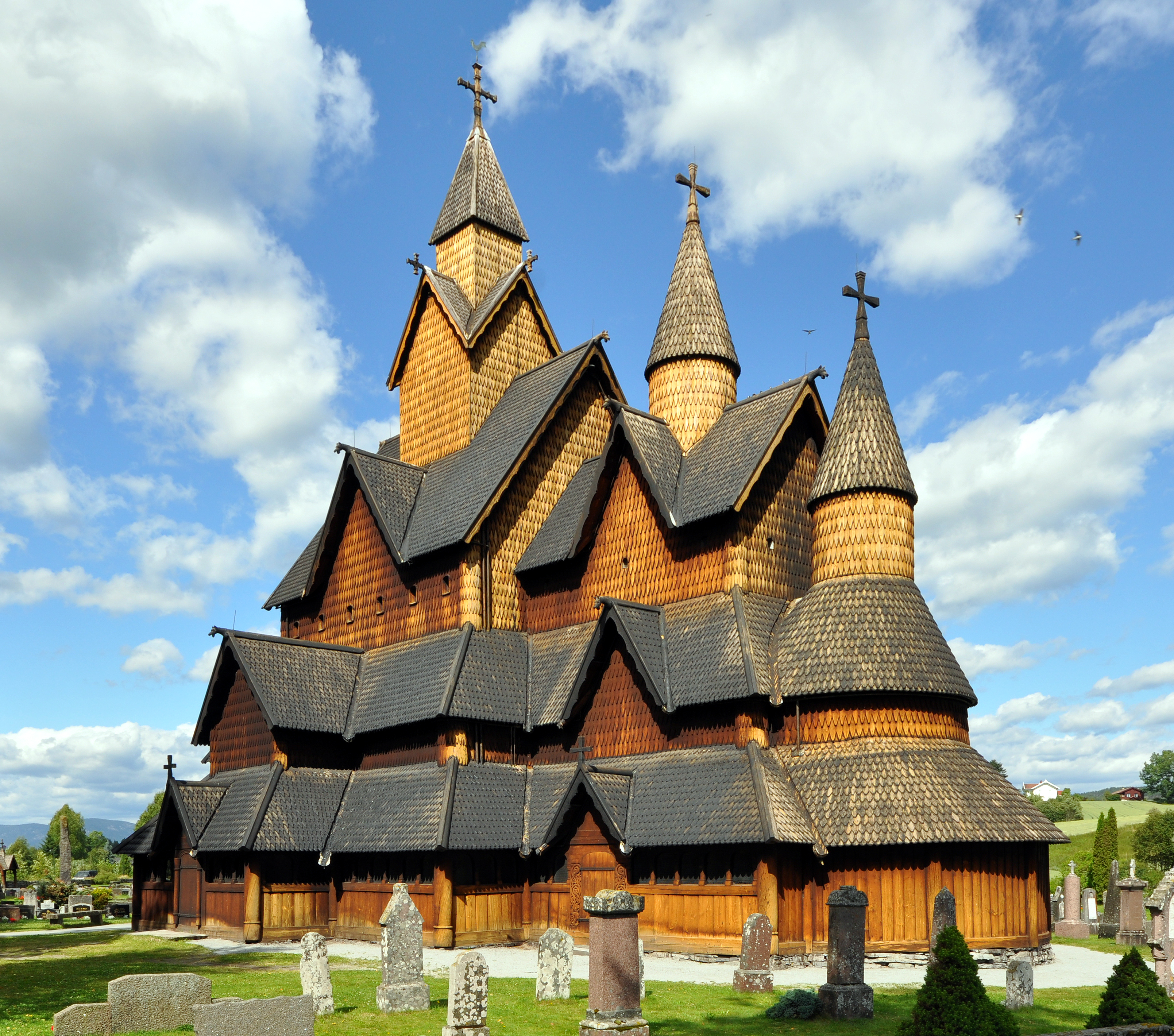
A heddali fatemplom

A heddali fatemplom 20 méter hosszú és 26 méter magas, és így az ilyen ősi típusú norvég fatemplomok közül a legnagyobb Norvégiában. Telemark megye Notodden nevű községéhez tartozó Heddal településen található, közvetlenül az E 134-es főútvonal mellett.

## Jellemzői
Az impozáns külső, a tetőfelületek ritmusa és a három kupola miatt gyakran csak fakatedrálisként említik a források és útikönyvek. A különlegesen sok időt és munkát igénylő fafaragások teszik a templomot különösen értékessé. Az épület lényegében 1240-ben épült, egy a déli bejárat közelében található rúna arra enged következtetni, hogy a templomot 1242. október 25-én szentelték föl. Egyéb írásos dokumentumok először csak a 14. században említik.
Radiokarbonos kormeghatározás segítségével sikerült kideríteni, hogy az alapkonstrukció egyik tartógerendáját Kr. u. 875 és 925 között vágták ki. Mindazonáltal nem világos, hogy a templom építése előtt mi volt a gerenda funkciója.  

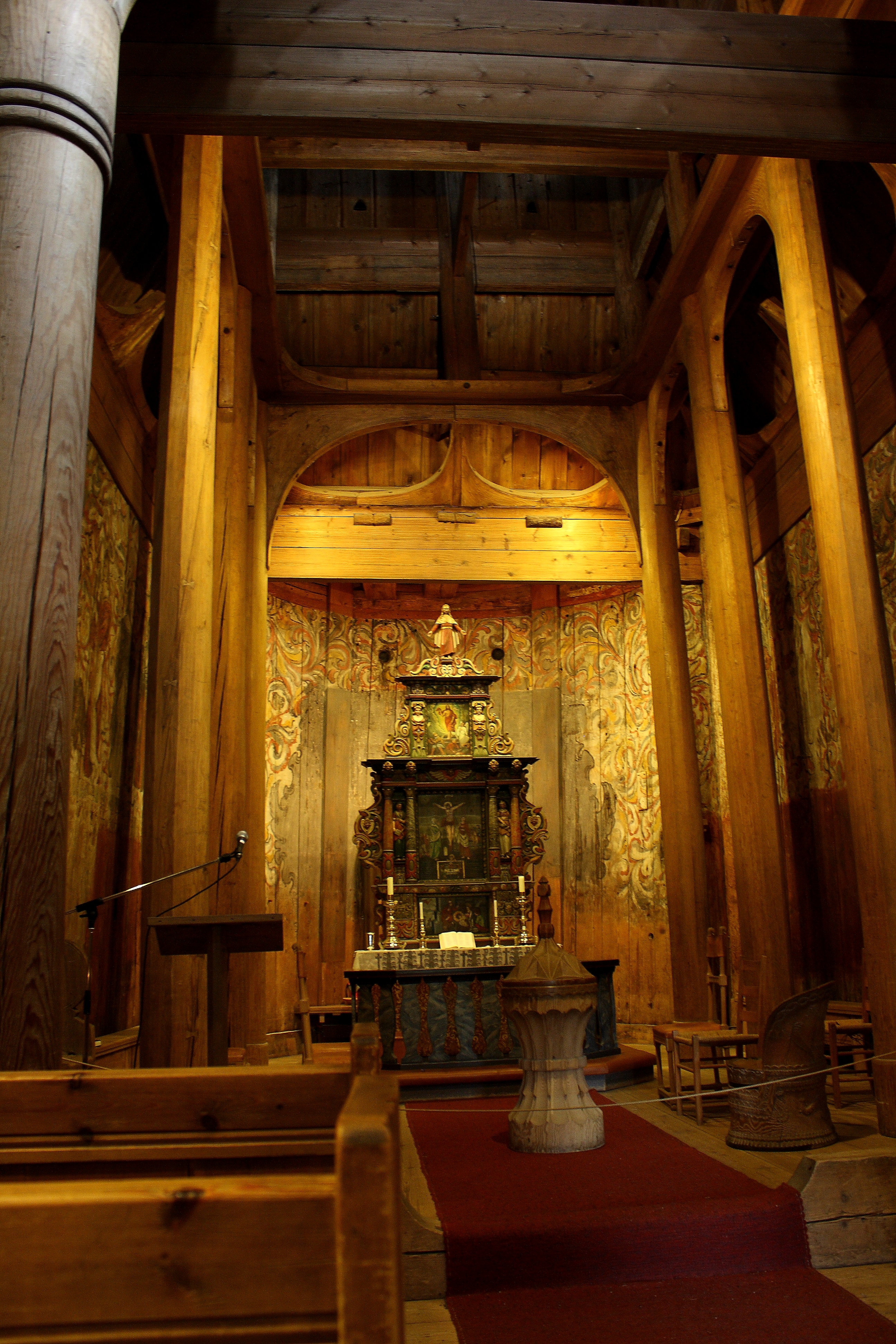
A heddali fatemplom belülről